# Polia juncimacula
Polia juncimacula är en fjärilsart som beskrevs av Smith 1882. Polia juncimacula ingår i släktet Polia och familjen nattflyn. Inga underarter finns listade i Catalogue of Life.